# Sergio Endrigo
Sergio Endrigo (15. června 1933 – 7. září 2005) byl italský zpěvák. Narodil se ve městě Pula na poloostrově Istrie. Svou pěveckou kariéru zahájil roku 1959. Své první album (eponymní) vydal na značce RCA Records roku 1962. Později publikoval řadu dalších nahrávek. V roce 1968 vyhrál soutěž Festivalu Sanremo s písní „Canzone per te“. Zemřel v Římě ve věku 72 let na karcinom plic.